# Список монархов Бельгии
Король бельгийцев (нидерл. Koning der Belgen, фр. Roi des Belges, нем. König der Belgier), отсылающий к концепции «народной монархии» (по аналогии с титулом французских королей «Король французов» (фр. Roi des Français) и титулом французских императоров «Император французов» (фр. Empereur des Français)) — официальный глава государства Бельгия.

## История
В августе-сентябре 1830 года произошла Бельгийская революция, в результате которой возникло независимое государство, отделившееся от Нидерландов. Собравшийся 10 ноября Национальный конгресс провозгласил независимость Бельгии, а 22 ноября проголосовал за конституционную монархию (из 187 голосов за республиканский строй было подано 13).
3 февраля 1831 года конгресс приступил к выборам монарха. Основными кандидатами были Луи, герцог Немурский (второй сын французского короля Луи-Филиппа) и Август-Шарль, герцог Лейхтенбергский (сын Евгения Богарне). При голосовании в Национальном конгрессе 97 голосами против 95 победила кандидатура герцога Немурского. Однако уже 7 февраля против обеих кандидатур выступила Лондонская конференция пяти великих держав (Англия, Франция, Россия, Пруссия, Австрия) по Бельгии. Англия выступила против кандидатуры герцога Немурского, поскольку увидела в его избрании попытку усилить влияние Франции в Бельгии, чтобы впоследствии присоединить её к своим владениям. Кандидатура же герцога Лейхтенбергского не устраивала Францию, поскольку Луи-Филипп не желал создавать возле французской границы очаг бонапартизма. Французский министр иностранных дел Себастиани сообщил бельгийским представителям, что правительство Франции «видит в избрании герцога Лейхтенбергского комбинацию, способную нарушить спокойствие Франции, и самым категорическим образом заявляет, что оно не признаёт этого выбора». Это привело к назначению 23 февраля 1831 года президента конгресса барона Сюрле де Шокье временным регентом страны.
В конце апреля 1831 года свою кандидатуру выдвинула Англия — это был принц Леопольд Саксен-Кобургский. В Бельгии эта кандидатура вызвала неоднозначную реакцию. Католическая пресса выступила против неё, ведь принц был протестантом и активным членом масонской ложи, но большинство депутатов Национального конгресса выступили в его пользу. 4 июня 1831 года 137 голосами против 48 принц Леопольд был избран королём бельгийцев. 21 июля 1831 года он въехал в Брюссель на белом коне и принёс присягу на верность бельгийскому народу и конституции. Этот день сейчас
является главным национальным праздником.

## Конституционные права и обязанности
В качестве наследственной конституционной монархической системы роль и функционирование бельгийской монархии регулируются Конституцией. Королевская канцелярия предназначена исключительно для потомков первого короля бельгийцев Леопольда I.
Король должен выступать в качестве арбитра и гаранта национального единства и независимости Бельгии. Монархи Бельгии приносят гражданскую присягу.
Королевство Бельгия никогда не было абсолютной монархией. Тем не менее в 1961 году историк Рамон Аранго писал, что бельгийская монархия не является «истинно конституционной».

### Леопольд I, Леопольд II и Альберт I
Король Леопольд I был главой внешнеполитического ведомства «как первый монарх режима», министры иностранных дел имели полномочия действовать только в качестве министров короля. Леопольд I быстро стал одним из самых уважаемых акционеров Бельгийского общества.
Сына Леопольда, короля Леопольда II, помнят главным образом за создание и капитализацию Свободного государства Конго, которое вызвало общественное негодование, когда зверства, совершённые бельгийцами, стали достоянием общественности. Миллионы конголезцев были убиты в результате политики Леопольда в Конго.
Несколько раз Леопольд II публично выражал несогласие с правительством (например, 15 августа 1887 года и в 1905 году против премьер-министра Огюста Бернаерта) и был обвинён Ивоном Гуэтом в несоблюдении парламентской системы страны. Подобным же образом Альберт I Бельгийский позже заявил, что он командовал бельгийской армией вопреки своему премьер-министру Шарлю де Броквилю, что было сделано против бельгийской Конституции.

### Леопольд III и Бодуэн
Луи Водон (глава правительства Леопольда III с 1934 по 1940 год) считал, что присяга короля подразумевает королевскую позицию «над Конституцией».
В 1991 году, ближе к концу правления Бодуэна, сенатор Ив де Вассейге, бывший член бельгийского Конституционного суда, привёл четыре момента демократии, которых не хватает бельгийской Конституции:
1) Король выбирает министров;
2) Король может влиять на министров, когда говорит с ними о законопроектах, проектах и номинациях;
3) Король обнародует законопроекты;
4) Король должен согласиться на любое изменение Конституции.

### Конституционные, политические и исторические последствия
Бельгийская монархия с самого начала была конституционной, по образцу Соединённого Королевства. Раймон Фюзилье писал, что бельгийский режим 1830 года был также вдохновлён французской Конституцией Королевства Франции (1791—1792), Декларацией независимости Соединённых Штатов 1776 года и старыми политическими традициями валлонской и фламандской провинций. "Следует заметить, что все монархии пережили периоды перемен, в результате которых власть государя была уменьшена, но по большей части эти периоды происходили до развития системы конституционной монархии и были шагами, ведущими к её становлению. Характерным свидетельством этого является то, что в Великобритании произошла эволюция от времени, когда короли управляли через посредство министров, до того времени, когда министры начали управлять через посредство короны.
В отличие от британского конституционного строя, в Бельгии «монархия претерпела запоздалую эволюцию», которая наступила «после установления конституционного монархического строя», поскольку в 1830—1831 годах одновременно были созданы независимое государство, парламентская система и монархия. Ханс Даалдер, профессор политологии в Лейденском университете, писал: «не привели ли такие одновременные события к возможному провалу в установлении пределов королевских прерогатив с некоторой точностью — что подразумевало, что взгляд короля как хранителя нации, с собственными правами и обязанностями, сохранил легитимность?».
Для Рэймонда Фузилера, бельгийская монархия должна находиться, по крайней мере, между режимами, где правит король и те, в которых король не правит. Бельгийская монархия ближе к принципу «король не правит», но бельгийские короли были не только «во главе достойной части Конституции». Бельгийская монархия не просто символична, потому что она участвует в управлении государственными делами, поскольку воля короля совпадает с волей министров, которые одни несут ответственность за политику правительства. Для Франсиса Дельпере, царствование означает не только руководство церемониями, но и участие в управлении государством. Бельгийский историк Жан Гамма писал, что «некоторые иностранцы полагают, что монархия необходима для национального единства. Это наивно. Он всего лишь фигура на шахматной доске, но фигура, которая имеет значение».

## Конституционная роль
Бельгийская монархия символизирует и поддерживает чувство национального единства, представляя страну на общественных мероприятиях и международных встречах.
Кроме того, монарх имеет ряд обязанностей в процессе формирования правительства. Процедура обычно начинается с выдвижения монархом «информатора». После всеобщих выборов информатор официально информирует монарха об основных политических формированиях, которые могут быть доступны для управления. По окончании этого этапа монарх может назначить другого «информатора» или «форматора», которому будет поручено сформировать новое правительство, премьер-министром которого он обычно и становится.
Статья 37 Конституции Бельгии наделяет монарха «федеральной исполнительной властью». В соответствии с разделом III эти полномочия включают назначение и увольнение министров, осуществление законов, принятых федеральным парламентом, представление законопроектов федеральному парламенту и управление международными отношениями. Монарх вводит санкции и просматривает все законы, принятые парламентом. В соответствии со статьёй 106 Конституции Бельгии, монарх должен выполнять свои полномочия через министров. Его акты недействительны без подписи ответственного министра, который при этом берёт на себя политическую ответственность за данный акт. Это означает, что Федеральная исполнительная власть на практике осуществляется федеральным правительством, которое подотчётно Палате представителей в соответствии со статьёй 101 Конституции.
Монарх принимает премьер-министра в королевском дворце не реже одного раза в неделю, а также регулярно вызывает других членов правительства во дворец для обсуждения политических вопросов. Во время этих встреч монарх имеет право быть информированным о предлагаемой правительственной политике, право консультировать и право предупреждать по любому вопросу по своему усмотрению. Монарх также проводит встречи с лидерами всех основных политических партий и рядовыми членами парламента. Все эти встречи организуются личным политическим кабинетом монарха, который является частью королевского дома.
Монарх является Верховным главнокомандующим бельгийскими Вооружёнными силами и назначается на более высокие должности. Имена кандидатов направляются монарху Министерством обороны. Военные обязанности монарха осуществляются с помощью военного двора, который возглавляет Генеральная канцелярия. Бельгийцы могут писать монарху, когда у них возникают трудности с административной властью.
Монарх также является одним из трёх компонентов федеральной законодательной власти в соответствии с Конституцией Бельгии, наряду с двумя палатами Федерального парламента: Палатой представителей и Сенатом. Все законы, принятые федеральным парламентом, должны быть подписаны и прочитаны монархом.
Ранее дети короля имели право на место в Сенате (сенатор по праву), когда им было 18 лет. Это право было отменено в 2014 году в рамках шестой бельгийской государственной реформы.
Для личной защиты короля и королевской семьи, а также для наблюдения за королевскими поместьями бельгийская федеральная полиция постоянно обеспечивает охрану Королевского дворца под командованием главного комиссара полиции. Другие члены королевской семьи имеют в своём распоряжении охранную службу.

## Неприкосновенность
Статья 88 Конституции Бельгии гласит, что «личность Короля неприкосновенна, его министры ответственны». Это означает, что король не может быть привлечён к ответственности, арестован или осуждён за преступления, не может быть вызван в гражданский суд и не подотчётен федеральному парламенту. Однако эта неприкосновенность была сочтена несовместимой со статьёй 27 Римского статута Международного уголовного суда, в которой говорится, что должностное положение не освобождает лицо от уголовной ответственности по статуту.

## Традиции
Королевский двор до сих пор хранит старые традиции. Самая известная — Король бельгийцев становится крёстным отцом седьмому сыну, а Королева — крёстной седьмой дочери. Затем ребёнку даётся имя Государя и он получает подарок от дворца и лорда-мэра города. Подобные традиции связаны с русским императором и президентом Аргентины. Другая традиция — многовековой церемониальный приём, который новый король получает в стране во время радостного вступления; эта традиция, по-видимому, восходит к герцогам Брабантским.

## Популярность в народе
Бельгийская монархия пользуется меньшей поддержкой, чем другие европейские монархии, и часто подвергается критике. Народная поддержка монархии исторически была выше во Фландрии и ниже в Валлонии. Во Фландрии доминировала католическая партия в целом за монархию, а позднее христианская социальная партия, в то время как более индустриализированная Валлония имела больше поддержки бельгийской Лейбористской партии, а затем Социалистической партии. Например, на референдуме 1950 года Фландрия решительно проголосовала за возвращение короля Леопольда III, в то время как Валлония была в основном против. Однако в последние десятилетия эти роли поменялись местами, поскольку религиозность во Фландрии уменьшилась, и король считается защитником страны от фламандского сепаратизма и раздела страны.

## Список королей Бельгии
| Портрет | Имя                     | Дата рождения   | Дата смерти      | Начало правления | Окончание правления | Примечания |
| ------- | ----------------------- | --------------- | ---------------- | ---------------- | ------------------- | --- |
|         | Эразм Сюрле де Шокье    | 27 ноября 1769  | 7 августа 1839   | 21 февраля 1831  | 21 июня 1831        | регент Бельгии до избрания Короля                                                                                     |
|         | Леопольд I              | 16 декабря 1790 | 10 декабря 1865  | 4 июня 1831      | 10 декабря 1865     | Избран Национальным конгрессом                                                                                        |
|         | Леопольд II             | 9 апреля 1835   | 17 декабря 1909  | 10 декабря 1865  | 17 декабря 1909     | Сын Леопольда I |
|         | Альберт I               | 8 апреля 1875   | 17 февраля 1934  | 23 декабря 1909  | 17 февраля 1934     | Племянник Леопольда II                                                                                                |
|         | Леопольд III            | 3 ноября 1901   | 25 сентября 1983 | 17 февраля 1934  | 16 июля 1951        | Сын Альберта I. С 1944 по 1950 годы над ним было установлено регентство принца Шарля. Отрёкся от престола в 1951 году |
|         | принц Шарль Бельгийский | 10 октября 1903 | 2 июня 1983      | 20 сентября 1944 | 20 июля 1950        | Сын Альберта I. Брат предыдущего; регент при своём брате                                                              |
|         | Бодуэн                  | 7 сентября 1930 | 31 июля 1993     | 17 июля 1951     | 31 июля 1993        | Сын Леопольда III |
|         | Альберт II              | 6 июня 1934     | Ныне здравствует | 9 августа 1993   | 21 июля 2013        | Сын Леопольда III. Отрёкся от престола в 2013 году                                                                    |
|         | Филипп                  | 15 апреля 1960  | Ныне здравствует | 21 июля 2013     | Настоящее время     | Сын Альберта II |